# 柳が崎湖畔公園
柳が崎湖畔公園 （やながさきこはんこうえん）は滋賀県大津市にある都市公園（総合公園）である。琵琶湖畔にある親水公園で、びわ湖大津館を中核施設として2002年に開園した。

## 施設

### びわ湖大津館

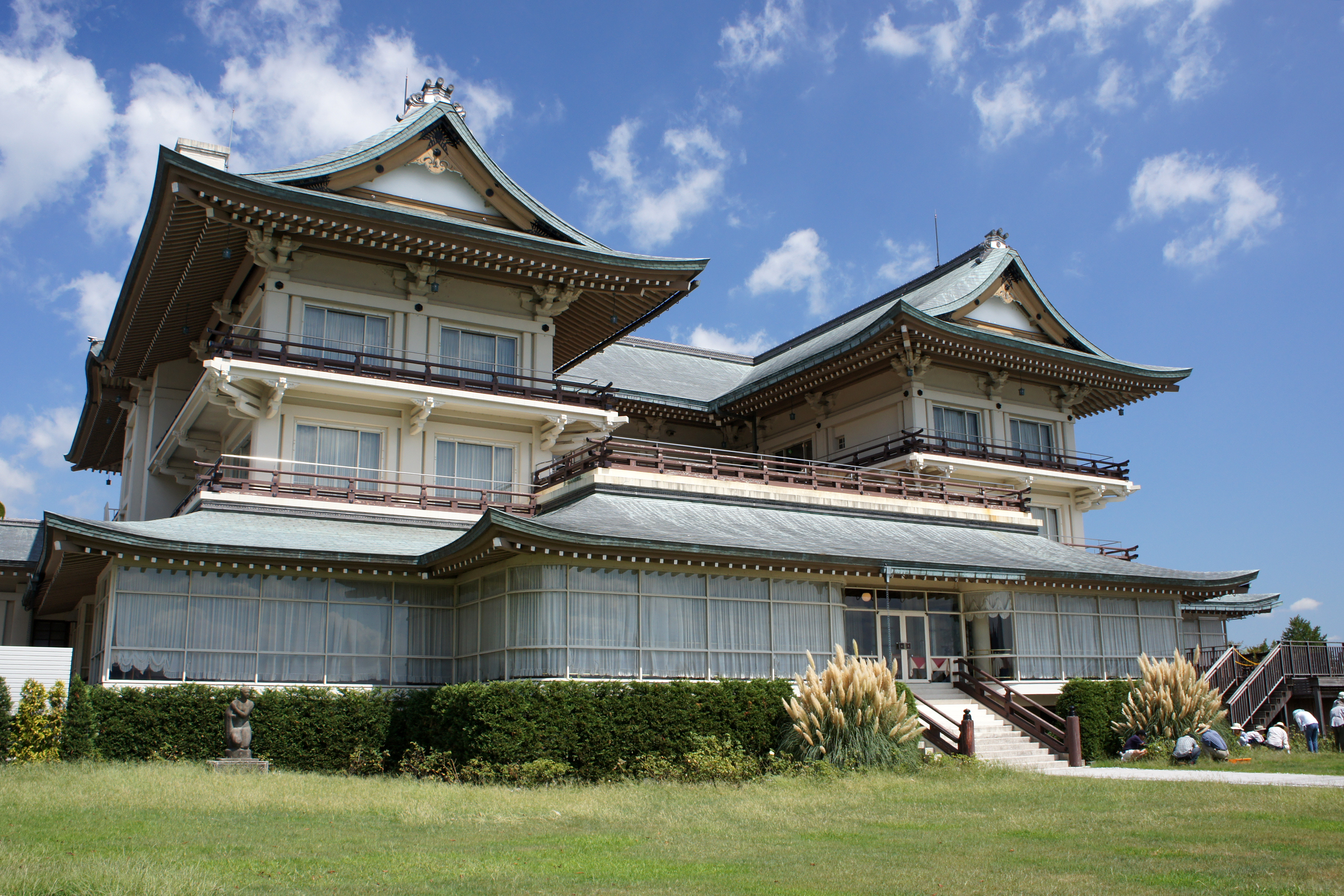
びわ湖大津館

1934年（昭和9年）に琵琶湖ホテルとして竣工した近代建築である。「湖国の迎賓館」と呼ばれ、昭和天皇、ヘレン・ケラー、ジョン・ウェインらも宿泊した。大阪市中央公会堂や歌舞伎座などを手がけた岡田信一郎に設計が依頼され、岡田信一郎の逝去後、弟の岡田捷五郎が引き継ぎ完成させた。2000年12月に大津市の有形文化財に指定、2007年11月に経済産業省の近代化産業遺産に認定されている。
1998年（平成10年）に琵琶湖ホテルが浜大津へ移転したのち、大津市が敷地と建物を買い取って修復。琵琶湖を望むレストラン、カフェ、多目的ホール、ギャラリー、貸会議室、琵琶湖ホテル博物館などを備えた文化施設にリニューアルされ、2002年の開園とともに公開された。

### びわ湖大津館イングリッシュガーデン

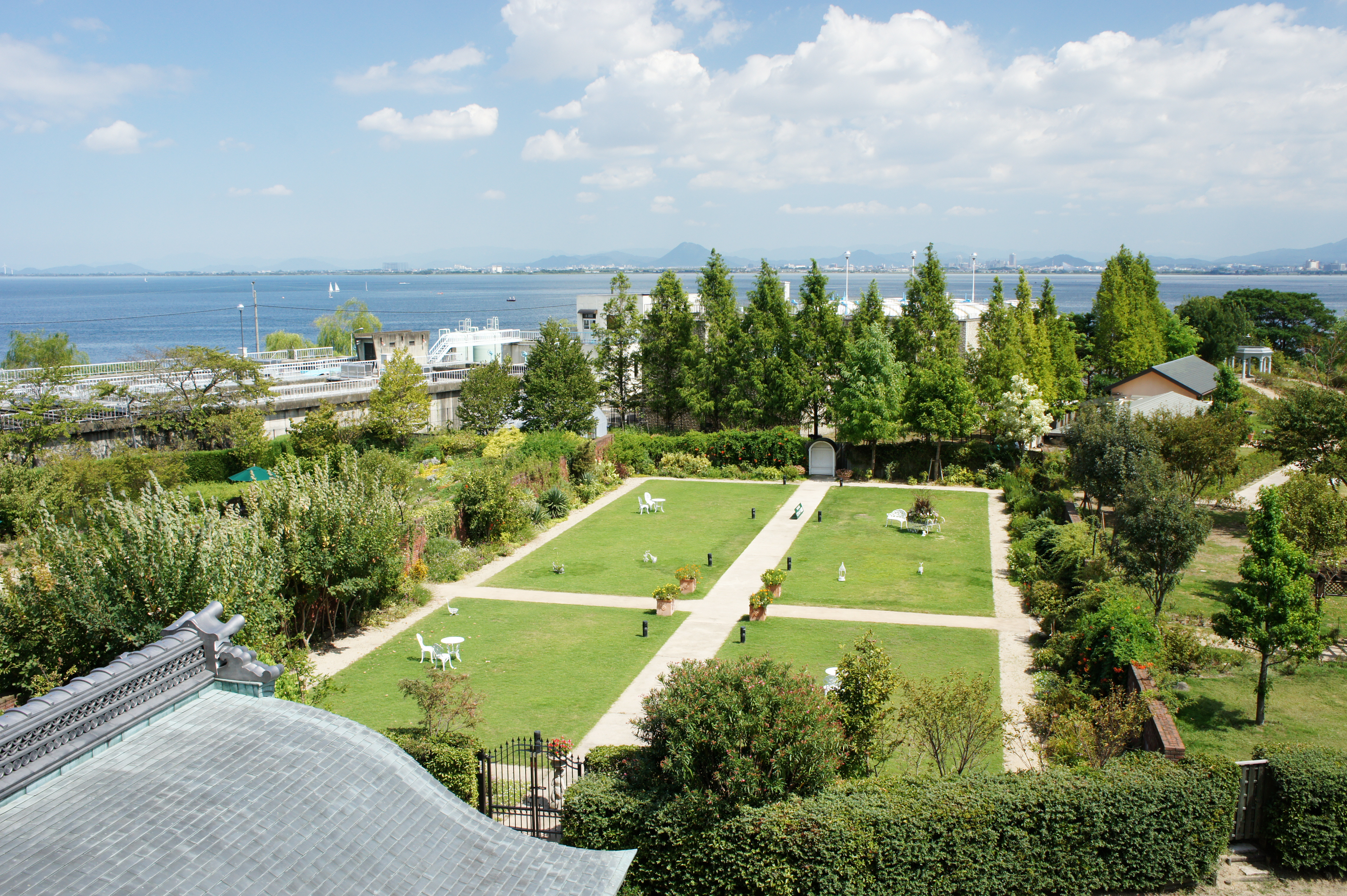
ボーダーガーデン

びわ湖大津館の東隣に造成された面積約5900平方メートルの英国式回遊庭園である。基本デザインは英国園芸研究家ケイ山田。2万株の花と草木が植栽されたグラベルガーデンとボーダーガーデンとイングリッシュ・ランドスケープガーデンで構成される。湖畔に位置するイングリッシュ・ランドスケープガーデンでは、土地の起伏を活かしてノットガーデン、睡蓮池と太鼓橋、そして琵琶湖を望む高台にガゼボが配されている。他に睡蓮池の前にガーデンウェディングのためのチャペルがある。冬季は夜間ライトアップされる。
　

## 利用情報
- 開園時間 - 夏：9時～18時　秋冬：9時～17時
- 所在地 - 〒520-0022 滋賀県大津市柳が崎5番35号

## 交通アクセス
- JR琵琶湖線（東海道本線）大津駅または京阪石山坂本線・京津線 びわ湖浜大津駅から江若交通で柳が崎停留所下車、徒歩3分。
- 京阪石山坂本線 近江神宮前駅から徒歩15分。
- JR湖西線 大津京駅から徒歩20分。